# SciTE
SciTE，也即SCIntilla based Text Editor的缩写，是一个跨平台的文本编辑器。软件作者为Neil Hodgson。SciTE以Scintilla为基础写成，其本意是作为的示例程序。该软件的许可协议为Historical Permission Notice and Disclaimer。

## 简介
SciTE使用文本配置文件，具有极强的可配置性。可以对各类语言和项目设置不同的配置，也可以简单的使用全局配置。配置选项涉及文本的高亮、缩进、折叠、字体等，还可以定制快捷键。通过编写自己的配置文件，用户还可以对自定义的文件类型添加高亮、缩进、编译等功能。详细的设置可参阅SciTE的配置说明。
另外，SciTE并不支持宏语言，而支持一个更为强大的脚本语言——Lua，通过这一语言用户可以极大的个性化设置自己的编辑器，例如可以通过Scintilla的API直接访问SciTE的缓存，定制快捷键或者响应事件。最新的版本SciTE进一步加强了对Lua的支持，用户可以使用Lua轻易的添加对其他程序和特殊需求的功能，比如对ctags的支持，或者双击自动选择所有注释等功能。网络上现在已经有很多Lua脚本的SciTE扩展实现，用户可以参照实现自己的脚本，也可直接使用。
现在比较有名的基于SciTE的程序实现，包括Scite4AutoIt3、SciTE4AutoHotkey 和 SciTE LaTeX IDE等。

## 特色功能
- 支持Lua脚本
- 正则表达式查找替换
- 转义字符查找替换
- 语法折叠
- 多文件搜索
- API文件支持
- 富文本格式导出
- 多标签编辑
- 列操作

## 参阅
- 文件编辑器列表
- 文件编辑器比较
- 开放源代码软件列表